# Léo Vieira (lutador)
Leonardo Alcantara Vieira (nascido no Rio de Janeiro em 23 de março de 1976), conhecido como Léo Vieira ou Leozinho, é um lutador brasileiro de submissão e instrutor de jiu-jitsu brasileiro. 
É o mais velho dos irmãos Vieira (Ricardo e Leandro), que lideram e competem pela Checkmat.

## Jiu-Jitsu Brasileiro
Léo Vieira começou a treinar jiu-jitsu aos 6 anos com Romero "Jacaré" Cavalcanti. Conquistou inúmeras medalhas, incluindo o Campeonato Mundial de Jiu-Jitsu, o Pan Americano e o prestigiado ADCC. Após uma pausa nas competições de jiu-jitsu com quimono, Vieira retornou em 16 de julho de 2017, aos 41 anos. Competiu no Absolute Championship Berkut Jiu-Jitsu 6 em Moscou e perdeu por Leglock. Em 25 de setembro de 2017, enfrentou o ex-desafiante ao título do Ultimate Fighting Championship, Chael Sonnen, na divisão absoluta da ADCC, perdendo por decisão do árbitro. Vieira retornou após mais uma pausa no BJJ Stars 7, em 6 de novembro de 2022, vencendo Cleber Luciano por 8-0 em uma superluta.
Em 2022, Vieira foi contratado como Vice-Presidente de Grappling da One Championship.

## Equipe CheckMat de Jiu-Jitsu
Uma das equipes mais bem-sucedidas do jiu-jitsu brasileiro contemporâneo, a sede mundial da Checkmat fica em São Paulo, Brasil. A Checkmat foi fundada em 2008 por Léo e seus irmãos. Desde sua criação, tornou-se uma das principais equipes de jiu-jitsu brasileiro. A equipe Checkmat foi campeã mundial sem quimono em 2008 e 2009. Também conquistou o primeiro lugar no Campeonato Brasileiro (com quimono) de 2010  e no Campeonato Brasileiro (sem quimono) de 2010.

## Conquistas e Estilo de Carreira
Ao longo de sua carreira competitiva, Vieira ficou conhecido por seu estilo dinâmico e criativo de grappling, utilizando movimentos e transições não convencionais para superar adversários. Sua abordagem influenciou uma geração de lutadores, especialmente no início dos anos 2000, quando se destacou em competições internacionais como a ADCC. Vieira é bicampeão mundial da ADCC, conquistando o ouro em 2003 e 2005 na categoria de 66–76 kg. Também garantiu uma medalha de prata na divisão absoluta em 2003.
Além de suas conquistas atléticas, Vieira foi fundamental na popularização de quedas estilo wrestling e passagens de guarda inovadoras em competições de jiu-jitsu brasileiro, tornando-se um dos atletas mais respeitados tecnicamente no esporte.

## Treinamento e Legado
Após reduzir sua participação em competições, Vieira concentrou-se no desenvolvimento de novos talentos pela CheckMat. Sob sua liderança, a equipe formou diversos campeões mundiais, como Marcus "Buchecha" Almeida, Lucas Leite, João Assis e Michele Nicolini. A filosofia de ensino de Vieira enfatiza criatividade, adaptabilidade e excelência técnica, ajudando a CheckMat a manter seu status entre as equipes de elite do jiu-jitsu globalmente.
Além de seu trabalho com a CheckMat, Vieira frequentemente ministra seminários internacionais e é amplamente reconhecido como um dos instrutores mais eficazes do esporte.

### Vida Pessoal
Nascido no Rio de Janeiro, Vieira cresceu em uma família com forte ligação com as artes marciais. Seus irmãos Ricardo e Leandro também se tornaram faixas-pretas renomados e cofundadores da Checkmat. Apesar de suas conquistas competitivas, Vieira mantém um perfil público discreto, focando em seus alunos e no crescimento do jiu-jitsu brasileiro. Ele é casado e pai, frequentemente citando o apoio familiar como um fator crucial para seu sucesso dentro e fora dos tatames.

### Estilo de Ensino e Filosofia
Vieira é amplamente respeitado não apenas por suas conquistas competitivas, mas também por seus métodos pedagógicos. Seu ensino enfatiza adaptabilidade, eficiência de movimento, profunda compreensão de alavancagem e timing. Ele é conhecido por adaptar sua instrução às características únicas de cada aluno, em vez de impor um sistema rígido.
Ele orientou inúmeros campeões em diversos níveis de faixa e permanece ativamente envolvido no desenvolvimento do currículo das academias afiliadas à CheckMat em todo o mundo.

### Influência e Trabalho Comunitário
Além dos tatames de competição, Vieira contribuiu para a comunidade do jiu-jitsu apoiando projetos sociais que levam artes marciais a jovens carentes no Brasil. Ele colaborou com iniciativas locais que oferecem aulas de jiu-jitsu em favelas, promovendo disciplina e escolhas de vida positivas por meio das artes marciais.
Em seu papel na ONE Championship, Vieira também defende a profissionalização do grappling como esporte de espectador, ajudando a criar oportunidades para atletas viverem de competições.

## Linhagem de Instrutores
Mitsuyo Maeda → Carlos Gracie, Sr. → Hélio Gracie → Rolls Gracie → Romero Cavalcanti → Léo Vieira

## Ver Também
- André Galvão
- Romero Cavalcanti
- Alexandre Ribeiro
- Michael Langhi